# 高野保春
高野 保春（たかの やすはる）は、江戸時代前期から中期にかけての公卿。高野家の祖。

## 経歴
権大納言・持明院基定の三男。母は持明院基久の娘。
官位は正二位・権大納言。主に霊元天皇・東山天皇の御世の朝廷に仕えた。
浅野長矩が元禄14年（1701年）に接待役を命じられていた勅使の一人（もう一人は柳原資廉）としても知られる。

## 官歴
- 慶安1年（1650年） 3月 3日 （1歳） ：誕生
- 万治1年（1658年） 9月10日 （9歳） ：従五位下
- 寛文1年（1661年）12月 6日 （12歳）：元服のうえ昇殿、修理権大夫
- 寛文2年（1662年） 5月 5日 （13歳）：従五位上
- 寛文5年（1665年）12月 6日 （16歳）：正五位下
- 寛文9年（1669年）12月14日 （20歳）：従四位下
- 延宝2年（1674年）12月27日 （25歳）：従四位上
- 延宝6年（1678年）12月19日 （29歳）：正四位下
- 天和3年（1683年） 8月23日 （34歳）：従三位
- 天和3年（1683年）12月29日 （34歳）：宮内卿
- 元禄3年（1690年） 3月12日 （41歳）：正三位
- 元禄5年（1692年）12月29日 （43歳）：参議
- 元禄10年（1697年）12月14日 （48歳）：参議辞職
- 元禄11年（1698年） 1月 5日 （49歳）：従二位
- 元禄13年（1700年） 8月29日 （51歳）：権中納言・勅授帯剣聴直衣
- 元禄13年（1700年）10月24日 （51歳）：権中納言辞職
- 宝永5年（1708年） 12月21日 （59歳）：権大納言
- 宝永6年（1709年）  5月27日 （60歳）：権大納言辞職
- 正徳1年（1711年）  7月27日 （62歳）：正二位
- 正徳2年（1712年）  5月26日 （63歳）：薨去

## 系譜
- 父：持明院基定（1607-1667）
- 母：持明院基久の娘
- 妻：不詳
  - 男子：高野保光
  - 男子：四辻実長 - 四辻秀藤の養子
  - 男子：高野保房